# Australian Indoor Championships 1994
LAustralian Indoor Championships 1994 è stato un torneo di tennis giocato sul cemento indoor del Sydney Entertainment Centre di Sydney in Australia. Il torneo fa parte della categoria ATP Championship Series nell'ambito dell'ATP Tour 1994. Si è giocato dal 3 al 10 ottobre 1994.

## Campioni

### Singolare maschile
Richard Krajicek ha battuto in finale  Boris Becker con il punteggio di 7–6(5), 7–6(7), 2–6, 6–3.

### Doppio maschile
Jacco Eltingh /  Paul Haarhuis hanno battuto in finale  Byron Black /  Jonathan Stark con il punteggio di 6–4, 7–6.